# Woo!ah!
Woo!ah! (кор. 우아!, стилізується маленькими літерами) — південнокорейський жіночий гурт, заснований NV Entertainment і наразі складається з учасниць Нани, Уйон, Сори, Люсі та Мінсо. Дебют гурту відбувся 13 травня 2020 року. У серпні 2020 року шоста учасниця Соні залишила гурт через особисті причини.

## Кар'єра
20 березня 2020 року NV Entertainment анонсували дебют нового дівочого гурту Woo!ah!. Було об'явлено, що продюсерами виступлять директор NV Entertainment Хан Джі Сок і генеральний директор Кім Кю Сан. Хан є експертом у сфері розваг за кордоном і працював у SM Entertainment і Kakao M, а Кім є креативним директором і продюсував і керував численними артистами, які представляли Корею.

### 2020: дебют ізExclamation, реорганізація у складі 5 учасників іQurious
24 квітня був опублікований графік виходу дебютного сингл-альбому гурту Exclamation. Згодом тизери для образів і сольних фільмів для учасників були випущені в такому порядку: Уйон, Мінсо, Люсі, Соні, Сора і Нана. Гурт дебютував 13 травня під час шоукейсу, що відбувся у Spigen Hall у Каннамі. Однак релізи сингл-альбому Exclamation і кліпу на заголовний трек «woo!ah!» було перенесено на 15 травня.
14 серпня NV Entertainment оголосили, що Соні залишає гурт через особисті причини.
Гурт повернувся 24 листопада з другим сингл-альбомом Qurious. Днем раніше вони провели шоукейс.

### 2021–тепер:Wish, «Catch the Stars»,JoyтаPit-a-Pat
27 травня 2021 року гурт випустив третій сингл-альбом Wish.
4 січня 2022 року гурт випустив свій перший цифровий сингл під назвою «Catch the Stars».
9 червня 2022 року вийшов перший мініальбом Joy з головним синглом «Danger». До альбому також увійшов попередній сингл гурту «Catch the Stars».
16 листопада 2022 who!ah! випустили четвертий сингл-альбом Pit-a-Pat з головним синглом «Rollercoaster».

## Учасниці
| Сценічний псевдонім | Сценічний псевдонім | Сценічний псевдонім | Справжнє ім'я | Справжнє ім'я | Справжнє ім'я     | Дата народження            | Позиція у гурті                                                         |
| Українською         | Латиницею           | Хангилем            | Українською   | Латиницею     | Хангилем / кандзі | Дата народження            | Позиція у гурті                                                         |
| ------------------- | ------------------- | ------------------- | ------------- | ------------- | ----------------- | -------------------------- | ----------------------------------------------------------------------- |
| Нана                | Nana                | 나나                | Квон Найон    | Kwon Nayeon   | 권나연            | 9 березня 2001 (24 роки)   | Лідерка, ведуча вокалістка, ведуча реперка, головна танцюристка, віжуал |
| Уйон                | Wooyeon             | 우연                | Пак Чінкьон   | Park Jinkyung | 박진경            | 11 лютого 2003 (22 роки)   | Ведуча вокалістка, віжуал                                               |
| Сора                | Sora                | 소라                | Саката Сора   | Sakata Sora   | 酒田空            | 30 серпня 2003 (21 рік)    | Вокалістка, реперка                                                     |
| Люсі                | Lucy                | 루시                | Кім Даин      | Kim Daeun     | 김다은            | 9 квітня 2004 (20 років)   | Головна реперка, ведуча танцюристка                                     |
| Мінсо               | Minseo              | 민서                | Кім Мінсо     | Kim Minseo    | 김민서            | 12 серпня 2004 (20 років)  | Головна вокалістка, ведуча танцюристка, макне                           |
| Колишні учасниці    |                     |                     |               |               |                   |                            |                                                                         |
| Соні                | Songyee             | 송이                | Пак Соні      | Park Songyee  | 박송이            | 25 вересня 2004 (20 років) | Вокалістка, реперка, макне                                              |

## Дискографія

### Мініальбоми
| Назва | Деталі | Пікові позиції учартах | Продажі                  |
| Назва | Деталі | KOR                    | Продажі                  |
| ----- | --- | ---------------------- | ------------------------ |
| Joy   | - Реліз: 9 червня 2022 - Лейбл: NV Entertainment, Kakao Entertainment - Формат: CD, цифірове завантаження, стриминг Трек-лист 1. «Danger» (кор. 단거) 2. «Joyride» 3. «Go Away» 4. «Switch Up» 5. «Straight Up» 6. «Catch the Stars» (кор. 별 따러 가자) | 13                     | - Південна Корея: 32,666 |

### Сингл-альбоми
| Назва       | Деталі | Пікові позиції учартах | Продажі                  |
| Назва       | Деталі | KOR                    | Продажі                  |
| ----------- | --- | ---------------------- | ------------------------ |
| Exclamation | - Реліз: 15 травня 2020 - Лейбл: NV Entertainment, Kakao M - Формат: CD, цифрове завантаження, стриминг Трек-лист 1. «woo!ah!» (우아!) 2. «Payday»                                 | 20                     | - Південна Корея: 5,522  |
| Qurious     | - Реліз: 24 листопада 2020 - Лейбл: NV Entertainment, Kakao M - Формат: CD, цифрове завантаження, стриминг Трек-лист 1. «Round & Round» (빙빙빙) 2. «Bad Girl» 3. «I Don't Miss U» | 33                     | - Південна Корея: 4,036  |
| Wish        | - Реліз: 27 травня 2021 - Лейбл: NV Entertainment, Kakao Entertainment - Формат: CD, цифрове завантаження, стриминг Трек-лист 1. «Scaredy Cat» (겁쟁이) 2. «Purple» 3. «Pandora»   | 10                     | - Південна Корея: 14,670 |
| Pit-a-Pat   | - Реліз: 16 листопада 2022 - Лейбл: NV Entertainment, Kakao Entertainment - Формат: CD, цифрове завантаження, стриминг Трек-лист 1. «Rollercoaster» 2. «Love Thing»                | 19                     | - Південна Корея: 34,246 |

### Сингл
| Назва                                                                            | Рік  | Пікові позиції у чартах | Альбом      |
| Назва                                                                            | Рік  | KOR Down.               | Альбом      |
| -------------------------------------------------------------------------------- | ---- | ----------------------- | ----------- |
| «woo!ah!» (우아!)                                                                | 2020 | —                       | Exclamation |
| «Bad Girl»                                                                       | 2020 | —                       | Qurious     |
| «Purple»                                                                         | 2021 | 135                     | Wish        |
| «Catch the Stars» (별 따러 가자)                                                 | 2022 | 54                      | Joy         |
| «Danger» (단거)                                                                  | 2022 | 110                     | Joy         |
| «Rollercoaster»                                                                  | 2022 | 65                      | Pit-a-Pat   |
| «—» релізи, що не потрапили у чарти або не були випущені у відповідних регіонах. |      |                         |             |

### Колаборації
| Назва                                | Рік  | Альбом         |
| ------------------------------------ | ---- | -------------- |
| «Shining Bright» (з BAE173, Ciipher) | 2021 | Shining Bright |

## Відеографія

### Музичні кліпи
| Рік  | Назва                        | Альбом      | Режисер(и)                 | Прим.  |
| ---- | ---------------------------- | ----------- | -------------------------- | ------ |
| 2020 | «woo!ah!»                    | Exclamation | Невідомо                   |        |
| 2020 | «Payday» (Performance Video) | Exclamation | Spring Kim (LAUFL)         | [ 29 ] |
| 2020 | «Bad Girl»                   | Qurious     | Bo-Hyeong Kim (FantazyLab) |        |
| 2021 | «I Don't Miss U»             | Qurious     | Spring Kim (LAUFL)         | [ 30 ] |
| 2021 | «Purple»                     | Wish        | Spring Kim (LAUFL)         | [ 31 ] |
| 2022 | «Catch the Stars»            | Joy         | Невідомо                   |        |
| 2022 | «Danger»                     | Joy         | Spring Kim (LAUFL)         | [ 32 ] |
| 2022 | «Rollercoaster»              | Pit-a-Pat   | Невідомо                   |        |

## Нагороди та номінації
| Нагорода                 | Рік  | Категорія                 | Номінант / робота | Результат | Прим.  |
| ------------------------ | ---- | ------------------------- | ----------------- | --------- | ------ |
| Brand of the Year Awards | 2021 | Rising Star - Female Idol | Woo!ah!           | Номінація | [ 33 ] |
| Brand of the Year Awards | 2023 | Rising Star - Female Idol | Woo!ah!           | Перемога  | [ 34 ] |
| Korea First Brand Awards | 2020 | Rookie Female Idol Award  | Woo!ah!           | Номінація |        |
| Mnet Asian Music Awards  | 2020 | Best New Female Artist    | Woo!ah!           | Номінація | [ 35 ] |

### Списки
| Видавець        | Рік  | Список      | Місце    | Прим.  |
| --------------- | ---- | ----------- | -------- | ------ |
| Billboard Korea | 2021 | Best Rookie | У списку | [ 36 ] |